# Lukolela (territorium)
Lukolela är ett territorium i Kongo-Kinshasa. Det ligger i provinsen Équateur, i den västra delen av landet, 400 km nordost om huvudstaden Kinshasa.